# كلايتون دونالدسون
كلايتون دونالدسون (7 فبراير 1984 ببرادفورد في المملكة المتحدة - ) (بالإنجليزية: Clayton Donaldson)‏ هو لاعب كرة قدم بريطاني في مركز الهجوم. لعب مع برمنغهام سيتي وبولتون واندررز وشيفيلد يونايتد ونادي برينتفورد ونادي هيبرنيان ونادي يورك سيتي وهال سيتي ونادي سكاربورو ونادي هاليفاكس تاون ونادي كرو ألكساندرا ونادي هاروجيت تاون.

## وصلات خارجية
- كلايتون دونالدسون على موقع قاعدة بيانات كرة القدم.إي يو (الإنجليزية)
- كلايتون دونالدسون على موقع ناشيونال فوتبول تيمز (الإنجليزية)
- كلايتون دونالدسون على موقع Soccerbase.com (لاعب) (الإنجليزية)
- كلايتون دونالدسون على موقع Soccerway.com (الإنجليزية)
- كلايتون دونالدسون على موقع AS.com (الإسبانية)